# HD 7924
HD 7924 är en orange stjärna i huvudserien belägen cirka 55 ljusår bort i stjärnbilden Cassiopeja. Den har en skenbar magnitud på 7,185. Stjärnan är mindre, svalare och mindre massiv än solen. Dess metallinnehåll är också ungefär sju tiondelar av solens. Under 2009 upptäcktes en superjord i omlopp runt stjärnan. År 2015 upptäcktes ytterligare två planeter, och den ursprungliga planetens massa reviderades något nedåt.
| Planet | Massa            | Halv storaxel (AE) | Siderisk omloppstid (d) | Excentricitet      | Inklination | Radie |
| ------ | ---------------- | ------------------ | ----------------------- | ------------------ | ----------- | ----- |
| a      | ≥ 8,68 ± 0,52 M⊕ | 0,05664 ± 0,00068  | 5,39792 ± 0,00025       | 0,058 +0,056−0,040 | —           | —     |
| b      | ≥ 7,86 ± 0,72 M⊕ | 0,1134 ± 0,0014    | 15,299 ± 0,0033         | 0,098 +0,096−0,069 | —           | —     |
| c      | ≥ 6,44 ± 0,79 M⊕ | 0,1551 ± 0,0019    | 24,451 ± 0,016          | 0,21 +0,13−0,12    | —           | —     |